# 卡門卡 (烏克蘭)

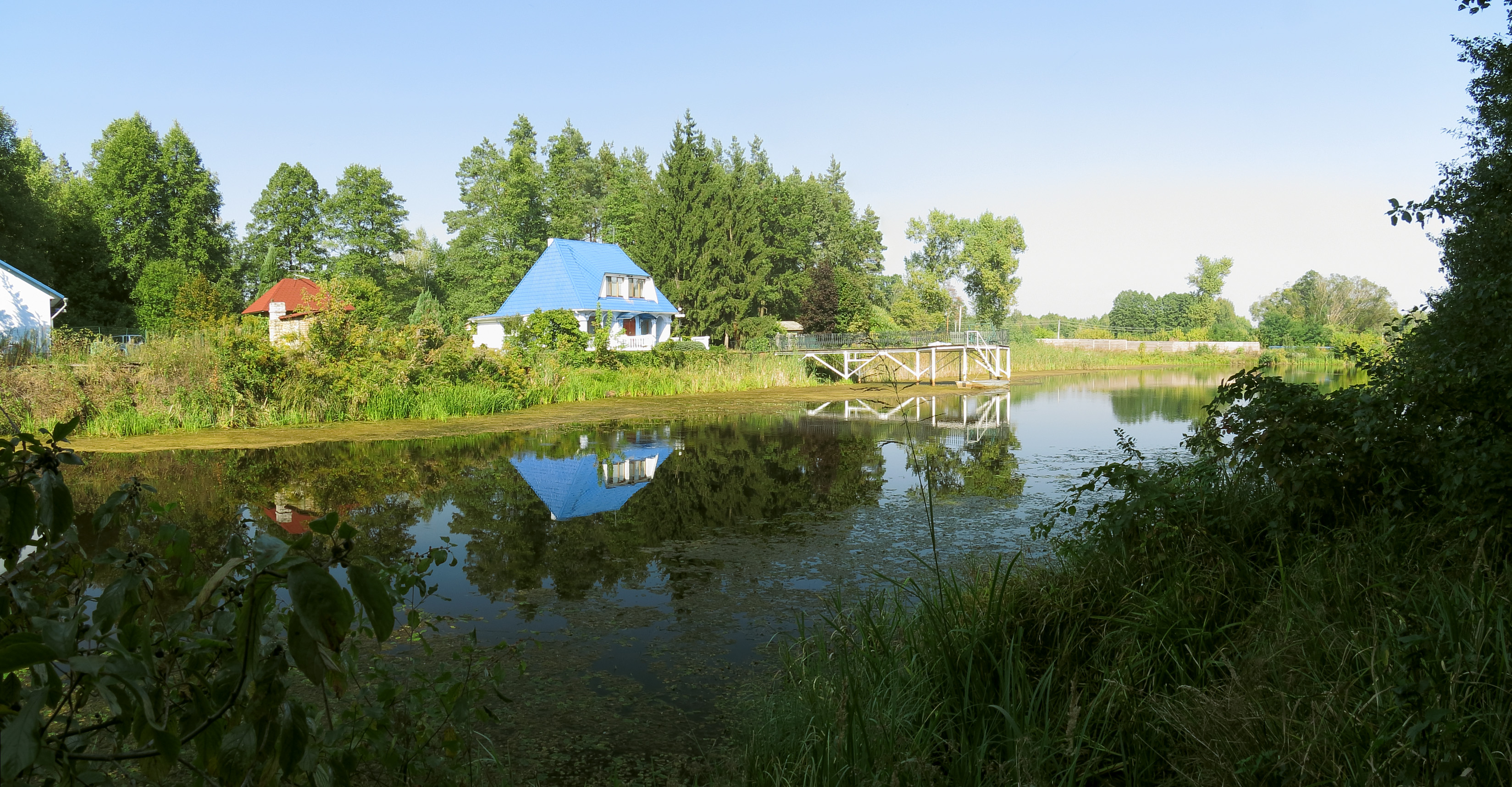
村内景色

卡门卡（烏克蘭語：Каменка），是烏克蘭中北部基輔州维什霍罗德区季梅尔市镇内的村落。面積0.1平方公里，海拔高度125米，2001年人口50，人口密度每平方公里500人。